# El Carmen, Huexpoxtla
El Carmen är en ort i Mexiko, tillhörande kommunen Hueypoxtla i norra delen av delstaten Mexiko. Orten hade 1 238 invånare vid folkräkningen 2010.